# 扬·内利巴
扬·内利巴（捷克語：Jan Neliba，1953年9月5日—），捷克男子冰球运动员。他曾代表捷克斯洛伐克国家队参加1980年冬季奥林匹克运动会冰球比赛，结果队伍获得第五名。